# Automitrailleuse Fiat 611
Attention : À ne pas confondre avec le camion militaire Fiat 611C.

La Fiat 611 est une automitrailleuse, créée en 1932 sur le châssis du camion Fiat 611C, à trois essieux. 
Le prototype de ce véhicule construit par Ansaldo, vit le jour en 1932, et fut immédiatement retenu par le Corps des Agents de la Sécurité Publique italienne. Une commande de dix exemplaires sera passée à Ansaldo, avec une modification sur le capot moteur.
Ces dix exemplaires étaient répartis en deux séries : cinq étaient armés de trois mitrailleuses légères Breda mod.30, dont deux en tourelle, et les cinq autres étaient équipés d'un canon de 37/40 en tourelle et de deux mitrailleuses Breda mod.30 tirant vers l'arrière.
La particularité de cette nouvelle automitrailleuse par rapport à la Lancia 1Z alors en service, était son poste de conduite double qui lui permettait de faire marche arrière sans avoir à manœuvrer. Ce dispositif sera repris sur la série des nouvelles AB40.
Entre 1933 et 1934, les Fiat 611 affectées aux forces de l'ordre italiennes paradaient lors des défilés, mais pour préparer l'invasion de l'Éthiopie, l'état major de l'armée réquisitionna les 5 Fiat 611 armées de canon en avril 1935. Elles furent rassemblées au sein d'une nouvelle unité et envoyées en Somalie. Le 29 mars 1936, les Fiat 611 encore en service auprès des forces de sécurité publique furent également envoyées en Somalie.
Durant la Seconde Guerre mondiale, les Fiat 611 restées en Afrique Orientale Italienne participèrent à la conquête de la Somalie britannique, puis à la défense de l'Empire italien.

## Fiche technique de la Fiat 611
- Longueur : 5,60 m
- Largeur : 2,20 m
- Hauteur : 2,56 m
- Moteur : Fiat 122 B essence, 4 cylindres de 2 532 cm3 développant 56 ch à 2 000 tr/min
- Poids en ordre de combat : 6,0 tonnes,
- Equipage : 4 personnes
- Vitesse maximale : 48 km/h sur route, 9 km/h en tout terrain
- Autonomie : 320 km
- Protection : blindage de 6 à 15 mm
- Armement : un canon Terni de 37/40 mm, 2 (ou 3) mitrailleuses Breda mod.30 de 6,5 mm